# Ataenius pertuga
Ataenius pertuga är en skalbaggsart som beskrevs av Vladimir Balthasar 1961. Ataenius pertuga ingår i släktet Ataenius och familjen Aphodiidae. Inga underarter finns listade.